# Индель (озеро)
Индель — проточное озеро ледникового происхождения на юге Кольского полуострова, севернее Вялозера. Расположено в Терском районе Мурманской области. Озеро относится к бассейну Белого моря.
Площадь зеркала — 10,9 км² (по другим данным — 11,69км²). Высота над уровнем моря — 119 м. Длина озера между крайними точками с запада на восток составляет около 7,2 км, с юга на север — 5,7 км. Глубина достигает 9 м. Площадь водосборной поверхности — 429,1 км². Водородный показатель pH составляет в среднем 7,21. Общая средняя минерализация воды — 39,2 мг/л.
Имеет неправильную форму с крупным заливом губа Лебяжья на юге, береговая линия сильно изрезана. На западе впадает река Великая, на севере — река Роукса. На востоке вытекает река Индель, впадающая в Пану. Кроме того, озеро имеет сток на юге через лесосплавный канал Вильмаручей в Вялозеро. Имеется большое число островов, разбросанных по всему зеркалу водоёма, в том числе целая цепочка островов протянулась по центру водоёма с запада на восток.. Берега холмистые, покрыты смешанным лесом (берёза, ель, сосна), местами заболочены. На восточном берегу у истока реки Индель расположен нежилой посёлок Индель.
Код водного объекта в государственном водном реестре — 02020000211101000006527.